# STS–51–L
Az STS–51–L jelű küldetés az amerikai űrrepülőgép-program 25, és a Challenger űrrepülőgép 10 repülése. A küldetés a repülés 73. másodpercében katasztrófába torkollott.

## Küldetés
A küldetés célja, tervek szerint a TDRS–2 és a SPARTAN–203 műholdak pályairányba állítása, a Halley-üstökös megfigyelése és több más tudományos kísérlet volt. A Tanár az űrben program keretében Christa McAuliffe személyében utazott volna az első civil az űrrepülőgép fedélzetén. A program célja a tudomány népszerűsítése lett volna. A katasztrófa után a programot azonnal felfüggesztették, és később meg is szüntették.

## Első nap
1986. január 28-án a szilárd hajtóanyagú gyorsítórakéták, a Solid Rocket Booster (SRB) segítségével Floridából, a Cape Canaveral (KSC) Kennedy Űrközpontból, a LC39–B (LC – Launch Complex) jelű indítóállványról emelkedett a magasba. Tervezett orbitális pályája 90,4 perces, 28,45 fokos hajlásszögű, elliptikus pálya perigeuma 285 kilométer, az apogeuma 295 kilométer volt. Felszálló tömeg indításkor 121 778 kilogramm, tervezett leszálló tömeg 90 584 kilogramm.

### Robbanás
1986. január 28-án a Kennedy Űrközpont (KSC) 29 kilométeres (18 mérföld) indítási magasságában, összesen 1 perc 13 másodperces (73 másodperc) repülést követően, a gyorsítórakéta Solid Rocket Booster (SRB) tömítőgyűrűjének átégése következtében az üzemanyagtartály lángra kapott, az űrrepülőgép felrobbant. A hideg időben történő indításoknál felhívták a NASA illetékeseinek figyelmét, hogy 12 °C alatt a tömítőgyűrűk nem biztosítják a szükséges szigetelést. A feszített Space Shuttle program miatt mégis engedélyezték az indítást.

## Személyzet
(zárójelben a repülések száma az STS-51-L jelű küldetéssel együtt)
- Francis Scobee (2), parancsnok
- Michael John Smith (1), pilóta
- Judith Resnik (2), küldetésfelelős
- Ellison Shoji Onizuka (2), küldetésfelelős
- Ronald McNair (2), küldetésfelelős
- Gregory Jarvis (1), rakományfelelős
- Christa McAuliffe (1), rakományfelelős

### Tartalék személyzet
- Louis William Butterworth a Hughes Space and Communications vállalt űrhajósa
- Barbara Morgan a Tanár az űrben program részese